# Jakub Samuel Byk
Jakub Samuel Byk (Jakow Szmuel Byk, ur. 1772 w Brodach, zm. 1831 tamże) – pisarz, satyryk, tłumacz, kupiec, jedna z głównych postaci ruchu oświeceniowego Haskala w Galicji.

## Pochodzenie i młodość
Urodził się w 1772 r. w Brodach – miejscowości znajdującej się w obwodzie lwowskim, należącej ówcześnie do terenów wschodniej Galicji. Pochodził z wysoko postawionej rodziny o licznych powiązaniach handlowych w obrębie całej Europy. Jeszcze we wczesnej młodości zaangażował się w biznes rodzinny, jednocześnie ucząc się języków obcych i zasięgając edukacji wykraczającej poza standardową edukację żydowską. Utrzymywał kontakty z maskilami (hebr. maskilim) – zwolennikami Haskali, takimi jak: Naḥman Krochmal, Szlomo Jehuda Rapoport, Dow Ber Gintsburg, a także Menaḥem Mendel Lefin.

## Działalność
Po publikacji czasopisma Olat Szabat z udziałem czołowych maskili, Byk napisał artykuł do innego hebrajskiego czasopisma, Ha-Cefira, noszący tytuł Do oświeconych pośród naszego ludu. Podkreślał wagę rolnictwa i pracy fizycznej, ale przede wszystkim nawoływał do szerzenia edukacji.
Tłumaczył angielską i francuską poezję na język hebrajski. Jest autorem biografii, między innymi: Menahema Mendela Lefina, Efraima Zalmana Margoliota, Jehudy Lejb Ben Zewa. Stworzył satyryczne skecze dotyczące chasydyzmu. Niewiele
z nich przetrwało; większość dzieł Byka spłonęła w pożarze w 1835 r. Zachowały się nieliczne prace, takie jak Hezjone hitul, a także listy zebrane w publikacji Kerem hemed i tłumaczenia poezji wydane w zbiorze Bikure ha-itim. Tuż przed II wojną światową zostały odnalezione również wczesne sztuki Byka, które kierował przeciwko ruchowi chasydzkiemu.
W 1815 r. wziął udział w głośnej dyskusji, jaka toczyła się wokół tłumaczenia Księgi Przysłów na jidysz przez Lefina, a którą  zapoczątkował Tuwia Feder. Byk sprzeciwiał się typowej dla maskili gloryfikacji języka hebrajskiego. Zdaniem Byka Biblia powinna być powszechnie dostępna i zrozumiała; popierał tłumaczenie jej na jidysz. Uważał, że szerzone przez maskili postulaty o tolerancji w rzeczywistości skrywały podział społeczeństwa żydowskiego. Oskarżał maskilów o arogancję i elitaryzm, a zaczął stawać w obronie mistycyzmu. W liście do Rapoporta – jednego z maskili, a zarazem swojego przyjaciela – przywołał słowa Ody do radości Schillera: „Pocaunek całej ziemi”. Nie rozumiał jak on – Rapoport – mógł nawoływać do miłości i pozostawać entuzjastą Schillerowej poezji, dyskryminując jednocześnie chasydów, którzy stanowili większą część ówczesnego społeczeństwa żydowskiego. Byk zaczął wówczas wątpić w zbawczą moc ideałów Haskali.

## Ostatnie lata życia
Zaangażował się w działalność społeczną i publiczną w Brodach. Został przywódcą tamtejszej społeczności. Był wysoce szanowany za swoje zdolności i oddanie. W 1831 r. – kiedy wybuchła epidemia cholery – poświęcił się pomocy chorym i potrzebującym. Przebywając w towarzystwie chorych zaraził się. Zmarł w wieku 59 lat, do ostatnich dni pozostając aktywnym w pracy społecznej.

## Byk a chasydyzm
Znany jako pionier ruchu oświeceniowego, podobnie jak większość maskili, drwił z chasydyzmu. Z czasem jego umiłowanie tradycji i przywiązanie do zwykłych ludzi sprawiło, że zaczął chasydyzmu bronić – z tego okresu pochodzi korespondencja Byka z Federem i z Rapoportem. Przeciwstawiał się takim osobom jak Josef Perl i Jehuda Lejb Mieses, którzy podżegali do niechęci względem chasydów. Byk domagał się dla nich tolerancji i włączenia ich w życie społeczności żydowskiej, ponieważ postrzegał ich jako jej część. W latach 20 XIX w. otwarcie wyrażał swój pozytywny stosunek do chasydyzmu. Odwrócił się od Haskali, natomiast brak świadectw potwierdzających,
że został chasydem.